# 羅森塔爾群島
羅森塔爾群島（Rosenthal Islands）是南極洲的群島，屬於帕默群島的一部分，處於摩納哥角以北11公里，面積最大的島嶼是热尔拉什岛，由德國探險隊發現。
64°36′S 64°18′W / 64.600°S 64.300°W